# Aldona Orman
Aldona Orman (sinh ngày 1 tháng 1 năm 1968) là một diễn viên người Ba Lan.
Aldona Orman sinh tại Przedbórz nhưng cùng gia đình chuyển đến Końskie khi mới ba tháng tuổi. Tại đây, bà hoàn thành chương trình tiểu học và cấp ba (liceum ogólnokształcące). Khi đang học cấp ba, bà muốn trở thành bác sĩ.
Sau kỳ thi tốt nghiệp, Aldona Orman bắt đầu theo học Khoa múa rối tại Học viện Nghệ thuật Sân khấu Ludwik Solski. Từ khi còn là sinh viên, bà đã ra mắt lần đầu trước công chúng vào ngày 2 tháng 10 năm 1989 tại Nhà hát Ba Lan ở Wrocław. Bà đóng vai Martha Babakin trong vở kịch Ivanov của nhà biên kịch Anton Chekhov. Năm 1991, Aldona Orman tốt nghiệp học viện.
Sau cái chết của mẹ, bà chuyển đến Đức và làm công việc diễn viên sân khấu. Aldona Orman từng biểu diễn tại Nhà hát Lao động, Nhà hát Modernes, Nhàt hát Werkstatt và Nhà hát Patos-Transport ở Munich.
Năm 2001, Aldona Orman trở lại Ba Lan.

## Thành tích nghệ thuật
- 1997: Lata i dni
- 1998-1999: Życie jak poker
- 2000: To my
- 2000-2001: Adam i Ewa
- 2000-2008, 2012: Klan
- 2003: Tygrysy Europy
- 2004-2008: Pierwsza miłość